# Rinorea urschii
Rinorea urschii H.Perrier – gatunek roślin z rodziny fiołkowatych (Violaceae). Występuje endemicznie w zachodniej części Madagaskaru. 

## Morfologia
PokrójZimozielone drzewo lub krzew. Dorastające do 10–15 m wysokości.
LiścieBlaszka liściowa ma owalnie lancetowaty kształt. Mierzy 1,7–7,5 cm długości oraz 1–4,3 cm szerokości, jest karbowana na brzegu, ma klinową nasadę i ostry wierzchołek. Przylistki są lancetowate i osiągają 2–3 mm długości. Ogonek liściowy jest nagi i ma 3–6 mm długości.
KwiatyZebrane po 2–7 w wierzchotkach wyrastających z kątów pędów. Mają działki kielicha o owalnym kształcie i dorastające do 1–2 mm długości. Płatki są lancetowate i mają 5–6 mm długości.

## Biologia i ekologia
Rośnie w lasach, na wysokości od 1000 do 1200 m n.p.m.